# Tyenygusevo
Tyenygusevo (oroszul: Теньгушево, erza nyelven Теньгжеле) falu Oroszországban, Mordvinföldön, a Tyenygusevói járás székhelye.
Lakossága: 4230 fő (a 2010. évi népszámláláskor).

## Fekvése
Mordvinföld északnyugati sarkában, a Moksa (az Oka mellékfolyója) jobb partján, a Vegyazsa folyócska torkolatánál fekszik. Távolsága a köztársasági fővárostól, Szaranszktól országúton 216 km. A legközelebbi vasútállomás a 95 km-re délre fekvő Potyma.

## Története
Neve a mordvin Tyenygus (Теньгуш) férfinévből származik. Ez a név különböző változatokban sok régi iratban feltűnik, népszerű lehetett a kereszténység felvétele előtti mordvinok körében. Írott forrásokban a 16. század második felétől szerepel. Temploma 1801-ben épült. 
A 19. században, amikor a Moksa folyó még hajózható volt, a falu a gabona- és lisztkereskedelem viszonylag jelentékeny központjának számított. 1928-ban lett járási székhely. 
Közelében a Kr. e. 7–2. századból való régészeti lelőhelyet tártak fel, mely az ún. gorogyeci régészeti kultúrához tartozott. 